# مقاطعة رينجكوبنج
مقاطعة رينغكوبنغ هي مقاطعة سابقة في شبه جزيرة يولاند غرب دولة الدنمارك. كانت تملك هذه المقاطعة أقل كثافة سكانية من بين كافة المقاطعات الدنماركية. وقد ألغي تقسيمها من تقسيمات الدنمارك في 1 يناير (كانون الثاني) عام 2007 عندما دُمجت مع المنطقة الدنماركية الوسطى (أو منطقة يوتلاند الوُسطى).
ملاحظة هجائية: التهجئة الدنماركية الحديثة للاسم هي "رينغكوبنغ أمت"، لكن المقاطعة تستخدم رسمياً الاسم الأقدم ذو التهجئة التقليدية، على عكس بلدية رينغكوبنغ.